# 보두앵 4세 (예루살렘)

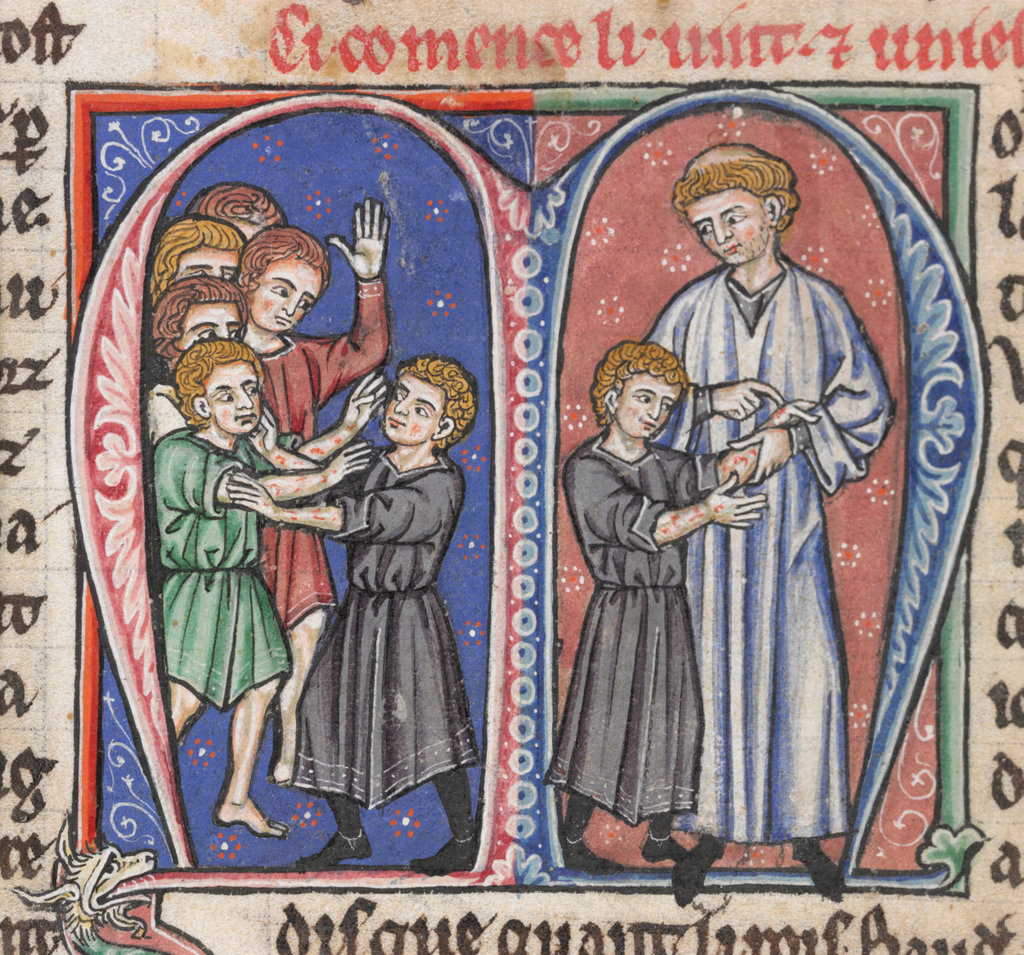
보두앵 4세의 나병 증후를 처음 발견한 티레의 기욤. 프랑스 작품, 1250년작. 대영 도서관.)

보두앵 4세(프랑스어: Baudouin IV, 1161년 - 1185년 3월 16일)는 예루살렘의 아모리 1세와 그의 첫 번째 아내 쿠르트네의 아그네스의 아들로 1174년부터 1185년까지의 예루살렘 왕국의 국왕이다. 그의 친누이로는 예루살렘의 여왕 시빌라가 있으며, 그의 뒤를 이어 즉위한 예루살렘의 보두앵 5세가 시빌라의 아들이다. 그의 배다른 누이로는 예루살렘의 이사벨라 1세가 있으며, 그 위로 이사벨라의 친언니가 되는 이복여동생도 있었으나 유년기에 일찍 죽었다. 나왕 보두앵(Baudouin le Lépreux)이라는 별명이 있다.

## 젊은 시절
보두앵이 아직 어렸을 때, 예루살렘 궁정에 있던 그의 아버지와 그의 어머니인 야파와 아스칼론의 백작부인이나 나중에는 시돈의 영주가 된 쿠르트네의 아녜스는 6년간 혼인생활을 한 후 강제로 헤어졌다. 보두앵의 나이가 아홉 살이 되었을 때 고전학자이자 언어학자이면서 동시에 역사학자인 티레의 기욤(나중에 티레의 대주교와 왕의 비서를 겸임하게 됨)이 가정교사로 배치되어 그에게서 가르침을 받았다: 하루는 보두앵이 친구들과 어울려 놀다가 그만 서로의 손을 할퀴어 부상을 입게 되었는데, 보두앵만이 고통을 느끼지 않았다. 이를 이상하게 여긴 기욤이 즉시 보두앵을 의사에게 데려갔다. 의사가 진찰한 결과, 보두앵은 심각한 피부병인 나병에 걸렸으며 치료가 불가능하다는 진단을 받았다. 이후 보두앵의 나병은 급속도로 확산되어 몸 전체로 퍼져나가기 시작했다.
보두앵의 아버지가 1174년에 죽음에 따라 같은해 7월 15일 보두앵이 왕위를 이어받았다. 당시 그의 나이 열세살이었다. 당시 예루살렘 왕국은 귀족들이 서로 파벌로 나뉘어 대립하고 있었으며, 최대의 적인 살라딘의 지도 아래 이슬람 세력이 이집트에서 시리아까지 그 영향권을 넓혀가면서 다시 세력을 확장하고 있었기에 존망이 불투명한 상태였다. 그런 시기에 왕이 된 보두앵은 국정을 맡기에는 나이가 아직 어렸기 때문에 비공식적으로 그의 아버지의 사촌인 트리폴리의 레몽 3세와 플랑시의 밀 등 두 명의 섭정을 계속적으로 두었다. 1175년 레몽 3세는 예루살렘 왕의 대행자로서 살라딘과 조약을 맺었다.
나병환자였던 보두앵이 오랫동안 재위하거나 결혼해서 상속자를 낳을 가망은 없었다. 그리하여 신하들과 영주들은 다음 왕위의 강력한 후보자로 떠오른 보두앵의 누이 시빌라 공주와 배다른 누이 이사벨라 공주의 영향력을 받게 되었다. 시빌라는 베타니아 수녀원에 있는 대고모 로베타의 보살핌을, 이사벨라는 그의 어머니인 나블루스의 왕태후 마리아 콤네나의 보살핌을 받았다.

## 보두앵의 통치
레몽의 섭정은 보두앵의 즉위 2주년에 끝났다. 소년왕은 이제 당대의 성년인 15세가 되었다. 그는 레몽이 살라딘과 맺은 조약을 비준하는 것이 잠재적으로는 왕국을 둘러싸는 위협이 될 수 있다는 걸 인식했기에 그 대신에 다마스커스와 베카 계곡의 주변을 급습하였다. 그는 자신의 외삼촌인 조슬랭 3세를 청지기에서 해방시켜 에데사 백작의 작위를 주었다. 조슬랭은 그에게 가장 가까운 남자 친척이었지만 왕위를 요구하지 않았다. 그래서 그는 믿을 수 있는 보조자로 평가받았다. 실제로도 그는 자신의 충성심과 능력을 증명해보였다.
그의 섭정으로서 트리폴리의 레몽이 시빌라 공주의 결혼 상대자로 프랑스의 루이 7세와 신성 로마 제국의 프리드리히 1세의 사촌인 몬페라토의 굴리엘모와의 교섭을 시작하였다. 굴리엘모는 자신의 혼인을 위해 10월 초에 도착해 야파와 아스칼론의 백작이 되었다. 그는 시빌리와 더불어 보두앵의 뒤를 이어 왕국을 통치할 수 있기를 기대하였다. 이탈리아 역사가 크레모나의 시카르드의 견해에 따르면 보두앵이 그에게 양위하기를 원했으나 이를 굴리엘모가 거절하였다고 한다.
한편 보두앵은 이집트에 있는 살라딘의 세력 기반에 대한 공격을 계획하고 있었다. 그는 마누엘 1세 콤네누스에게 동로마 제국의 지원을 요청하기 위해 샤티용의 레날드를 콘스탄티노폴리스로 보냈다. 보두앵의 부왕은 마누엘 황제에게 그의 보호를 대가 삼아 그를 자신의 상위 군주로 인정하였는데, 이 조칙은 보두앵 대까지 연장되었다. 최근에 레날드는 알레포의 감금 생활에서 해방되었다. 그가 마누엘의 황후 안티오키아의 마리아의 의붓아버지였기 때문에 마누엘이 그의 몸값을 지불하였다. 마누엘은 예루살렘 총대주교의 부활과 자신의 조카딸이자 마리아 왕태후의 자매인 테오도라 콤테나와 안티오키아의 보에몽 3세의 중매 결혼을 요구하였다. 1177년에 돌아온 레날드는 부유한 미망인 밀리의 스테파니와의 결혼이라는 보상을 받았다. 이 결혼으로 그는 사해 근처의 알 카라크 성채를 손에 넣었다. 보두앵은 레날드와 몬페라토의 굴리엘모에게 남쪽의 방위에 대한 협력을 보증받았다. 하지만 6월에 굴리엘모가 말라리아에 걸려 시빌라에게 아들 보두앵 5세를 남겨준 채 시름시름 앓다가 수개월 후에 아스칼론에서 죽어버렸다.
8월에는 보두앵의 사촌 플랑드르의 필리프가 군대를 이끌고 예루살렘에 왔다. 필리프는 가신을 통해 왕의 누이들과 레몽의 섭정 지위를 자신에게 달라고 요구하였다. 이벨린의 보두앵이 필리프의 요구를 대중 앞에서 무례하다고 항의한 것에 대해 예루살렘 대법원도 동의하자 마음이 상한 필리프는 예루살렘을 떠나 그 대신에 안티오키아 공국으로 종군하였다.
1177년 11월 살라딘은 수비군이 적은 예루살렘 왕국의 서남부에 위치한 아스칼론 요새를 노려 이집트 방면에서 2만 6천 명의 기병을 이끌고 급습하려 하였다. 보두앵은 이 정보를 입수하고 아스칼론을 도우러 약 400명의 기병 및 수천의 보병을 이끌고 살라딘보다 먼저 요새에 도착하였으나 곧 살라딘의 군대에 포위당하였다. 이때 보두앵은 말에서 내려 땅에 엎드려 예수가 못박혀 매달렸다고 전해지는 성십자가 앞에서 무릎을 꿇고 눈물을 흘리면서 구원의 기도를 하였다. 그 모습을 본 모든 병사가 고무되어 끝까지 항전할 것을 맹세했다. 사기가 충전된 보두앵 4세의 군대는 살라딘의 대군을 맞아 승리를 거머쥐고 이를 몽기사르 전투라고 부른다. 왕은 군사를 이끌고 예루살렘으로 개선하였다. 같은해, 보두앵은 자신의 의붓어머니인 왕태후 마리아와 이벨린의 보두앵의 혼인을 승낙하였다. 그러나 이는 이벨린 가문에게 야심을 불러일으키는 위험을 가져왔다. 마리아가 지지함에 따라 이벨린 가문은 시빌라 공주와 이사벨라 공주와의 혼담도 시도하였다.

## 보두앵과 뤼지냥의 기
1180년 여름 보두앵 4세는 과부가 된 시빌라를 총사령관 뤼지냥의 아말릭의 형제인 뤼지냥의 기와 결혼시켰다. 일부 역사가들은 시빌라의 두 번째 혼인이 왕의 어머니의 영향 아래 추진되었다고 주장한다. 트리폴리의 레몽도 자신의 권력을 강화하기 위해 이벨린의 보두앵과 공주의 결혼을 시도하려 했던 것으로 보인다. 외국의 원조를 받기 위해서는 외국인 배우자는 필요 불가결한 존재였다. 기의 신분이 프랑스의 새 왕인 필리프 2세와 왕의 사촌 헨리 2세의 가신이라는 점이 강점으로 부각되었다. 그렇게 해서 기는 보두앵 5세의 후견인으로서 중요한 인물로 부상하였으며 아스칼론의 봉토를 하사받았다. 보두앵은 또한 여덟 살의 이복 누이 이사벨라를 토론의 험프리 4세와 약혼시킴으로써 험프리 4세의 할아버지인 험프리 2세에게 진 신세를 보답하였다. 그리고 이사벨라를 그녀의 어머니와 이벨린 일족의 통제로부터 벗어나게 해주었다 (그녀의 약혼자는 샤티옹의 레날드의 의붓아들임).
기는 성급하게 레날드와 손잡고 그의 진지인 케락의 이점을 이용하여 이집트와 다마스커스를 오가는 대상(隊商)을 괴롭혔다. 이에 살라딘의 군대가 출정하여 1182년 벨보어 성 전투를 통해 앙갚음을 하였으나 여기에서는 십자군 군대가 병력의 열세에도 승리하였다. 1183년경 병세가 나날이 악화되어 눈이 멀고 걷는 것이 불가능해질 지경에 이르자 기가 보두앵의 섭정을 위임받았다.
그러나 당대 제일의 미남자라는 것만 빼고는 아무 장점도 없었던 기가 정책을 돌보면서 곧 그의 무능함이 드러났고 보두앵에게 여러 차례 불충을 범했기에 보두앵은 당장 그에게 준 섭정의 지위를 박탈하고 다시 왕국의 지배권을 장악했다.

## 죽음
비록 보두앵이 시빌라에게 어떠한 악의도 품지 않았던 것으로 보이지만, 왕위 계승권에서 그녀를 제외시켰다. 그리고 아그네스와 그녀의 남편인 시돈의 뤼지냥, 레몽 그리고 다른 많은 봉신들의 지지와 함께 아직 다섯 살에 불과한 자신의 어린 조카를 자신의 후계자로 임명하였다. 그리고 자신이 죽은 후에는 조카가 성년이 될 때까지 레몽은 그의 보호자로서 섭정을 맡도록 하였다. 레몽은 당시 기와 대립하고 있던 처지였다. 보두앵 4세는 통치를 계속하면서 어린 조카를 1183년 11월 20일 보두앵 5세로서 공동 지배자로 내세웠다.
1184년 초 보두앵은 시빌라와 기가 맺은 혼인을 무효화 시키려고 하였다. 이에 반발한 기는 보두앵의 엄중한 경고를 무시한 채 아내 시빌라를 데리고 자신의 영지인 아스칼론으로 돌아갔을 뿐 아니라 이미 예루살렘 왕국에 귀순하여 보호를 받던 베두인족을 대량 학살하기까지 하였다. 왕실 내분과 케락을 구원하기 위한 군사 원정을 강행한 탓에 보두앵의 건강은 상당히 나빠졌다. 결국 1184년 아크레에서 모후인 아그네스가 죽은 지 몇달 후인 1185년 봄에 보두앵 4세가 예루살렘에서 서거하였다. 향년 24세였다.

## 보두앵, 소설과 영화
Zofia Kossak-Szczucka은 The Leper King이라는 보두앵에 관한 소설을 집필했다. 리들리 스콧 감독의 킹덤 오브 헤븐에서는 에드워드 노턴이 보두앵4세를 연기한다.
| 전임 아모리 1세 | 예루살렘의 왕 1174년 - 1185년 | 후임 보두앵 5세 |